# Mont Puke
Mont Puke (czasami nazywana również Mont Singavi) – najwyższy szczyt Wallis i Futuny, położony jest na wyspie Futuna w archipelagu Wysp Hoorn. Wznosi się na wysokość 524 m n.p.m..